# Accountancy Age
Accountancy Age est une publication en ligne destinée au secteur de la comptabilité et au personnel financier du Royaume-Uni. Après avoir fonctionné de 1969 à 2011 avec un tirage de plus de 60 000 exemplaires imprimés , depuis mai 2011 il est édité uniquement en version numérique.

## Histoire
Accountancy Age a été publié pour la première fois le 5 décembre 1969 par la société Haymarket Publishing de Michael Heseltine. Haymarket vend ensuite le magazine ainsi que Computing (en) au groupe de médias néerlandais VNU, qui fut ensuite rachetée par le groupe Dun & Bradstreet en 2006 pour être fusionné avec The Nielsen Company. La division des publications économiques, dont fait partie Accountancy Age, est ensuite vendue au groupe de capital-risque 3i, qui a vendu en février 2007 la société britannique à Incisive Media (en).
Incisive annonce en avril 2011 que la dernière édition papier serait datée du 21 avril 2011.
En 2015, Incisive a vendu Accountancy Age et Financial Director à Contentive.
De 1995 à 2010, le magazine organise et héberge les Accountancy Age Awards pour les cabinets comptables, les individus, les équipes, les initiatives et les éditeurs de logiciels de la profession. En 2011, ceux-ci sont renommés British Accountancy Awards et subsistent jusqu'en 2020.
Le magazine a lui-même remporté divers prix ; ainsi il se retrouve cité dans les 500 meilleures marques au Royaume-Uni en 2007, et remporte le prix 2008 de l'équipe éditoriale de l'année de l'Association des éditeurs en ligne. Le dessin animé hebdomadaire Colin de Liam Saunders a remporté le Workworld Media Award du "Dessinateur de l'année" en 2003.

## Public cible
Le lectorat est constitué de comptables britanniques qualifiés (en) comptables britanniques qualifiés. L'étude de cas du prix éditorial de l'Association des éditeurs en ligne fait référence à « des personnalités de haut rang des quatre grandes entreprises et du gouvernement ne jurant que par les fils de presse de l'équipe », début des années 2010 son propriétaire affirmait son égard qu'il est considéré comme la « voix indépendante de la profession ».